# Ernst von Weber

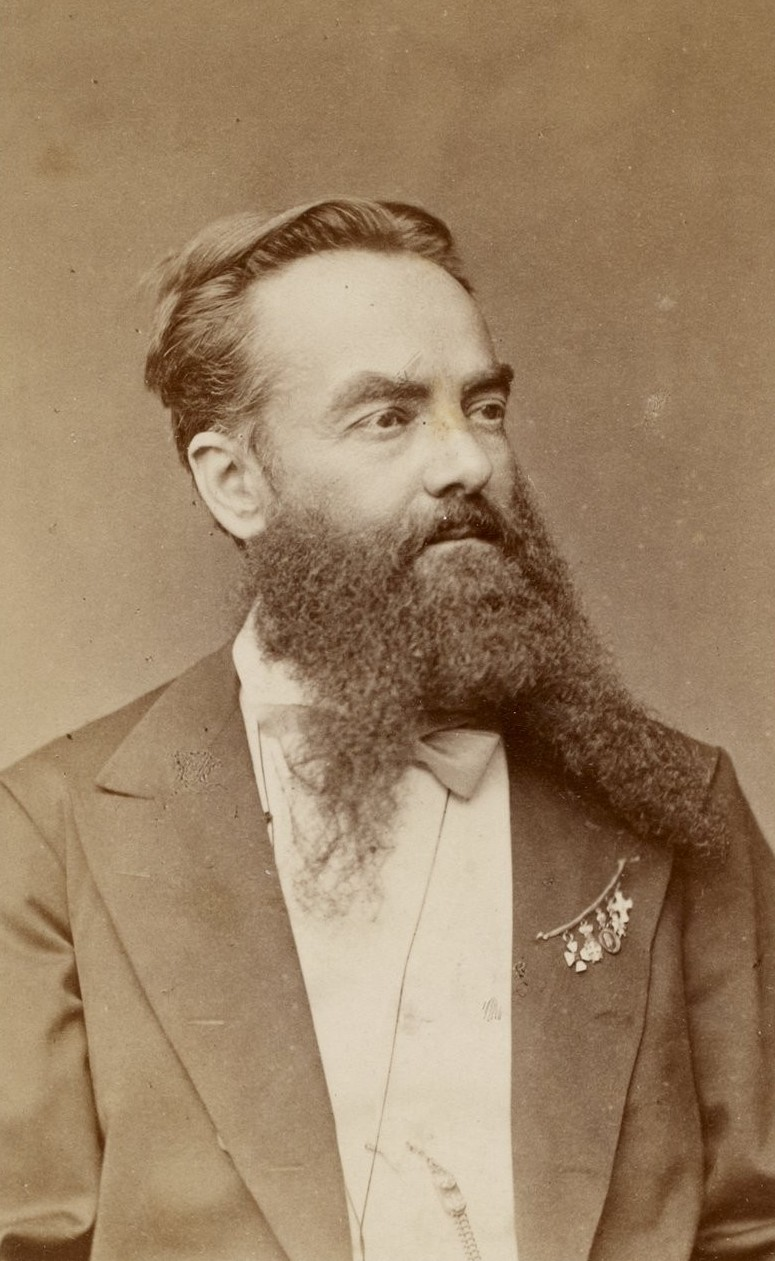
Ernst von Weber, um 1882

Ernst von Weber (* 7. Februar 1830 in Dresden; † 4. Januar 1902 in Rom) war ein deutscher Reiseschriftsteller, Befürworter der deutschen Kolonisation und Bekämpfer von Tierversuchen.

## Leben
Ernst von Weber wurde 1830 in Dresden als Sohn des zwei Jahre zuvor in den erblichen Adelsstand erhobenen Kirchenrechtlers Karl Gottlieb von Weber geboren. Er hatte fünf Geschwister. Hinzu kamen vier deutlich ältere Halbgeschwister aus erster Ehe seines Vaters, unter ihnen der Historiker Karl von Weber (1806–1879) sowie der Jurist und Dresdner Oberlandesgerichtspräsident Anton von Weber (1817–1888). Eine Verwandtschaft mit dem Komponisten Carl Maria von Weber bestand nicht.
Nach Studien an der Bergakademie Freiberg und an der Universität Berlin wurde er Landwirt und unternahm sodann ab 1851 zu seiner weiteren Ausbildung mehrjährige Reisen, die ihn nach Südeuropa, Vorderasien, Nordafrika und Amerika führten. In den Jahren 1871 bis 1875 hielt sich Weber in Südafrika auf.
Nach seiner Rückkehr aus Afrika setzte sich Weber in seiner Heimat für die Erwerbung von Kolonien durch das neu gegründete Deutsche Kaiserreich ein, wobei er zunächst seine voluminösen Erinnerungen an die Jahre in Afrika (1878) publizistisch mit großem Erfolg einsetzte. So erklärt sich auch, dass Ernst von Weber zu Beginn der 1890er Jahre bei der Gesellschaft für deutsche Kolonisation als Ehrenmitglied geführt wurde.
In den folgenden Jahren widmete sich Weber vor allem der Ächtung wissenschaftlicher Tierversuche (damals: Vivisektion) und gründete zu diesem Zweck 1879 in seiner Heimatstadt Dresden den Internationalen Verein zur Bekämpfung der wissenschaftlichen Thierfolter, dessen Mitgliederzahl binnen weniger Monate von 565 eingetragenen Mitgliedern (1. März 1880) auf 6000 Mitglieder (Anfang 1881) anwuchs. Zu den bekannteren Mitgliedern gehörten Johanna von Puttkamer, der Hannoveraner Militärpfarrer Richard Knoche und der Komponist Franz Liszt. Als Präsident des Vereins, der fortan im Deutschen Reich zum Zentrum der Bewegung gegen Tierversuche wurde, erzielte Weber, befördert durch eigene Schriften, Vorträge und Verlagstätigkeit, über lange Jahre hinweg weit reichende gesellschaftliche und politische Wirkung. Einzelne Flugblätter des Vereins erreichten eine Auflage von einer halben Million Exemplaren. Neben gleichgesinnten Mitstreitern wie Marie Espérance von Schwartz oder Ernst Grysanowski konnte er unter anderen den Komponisten Richard Wagner für sein tierschützerisches Anliegen gewinnen. Davon zeugt heute ein Offener Brief, mit dem Wagner seinen sächsischen Landsmann öffentlich wirksam unterstützte.
Ernst von Weber war seit 1888 mit Hilma Christina Wall (* 8. Oktober 1853; † 4. Dezember 1908) verheiratet. Das Grab befindet sich auf dem Trinitatisfriedhof in Dresden.

## Ehrungen

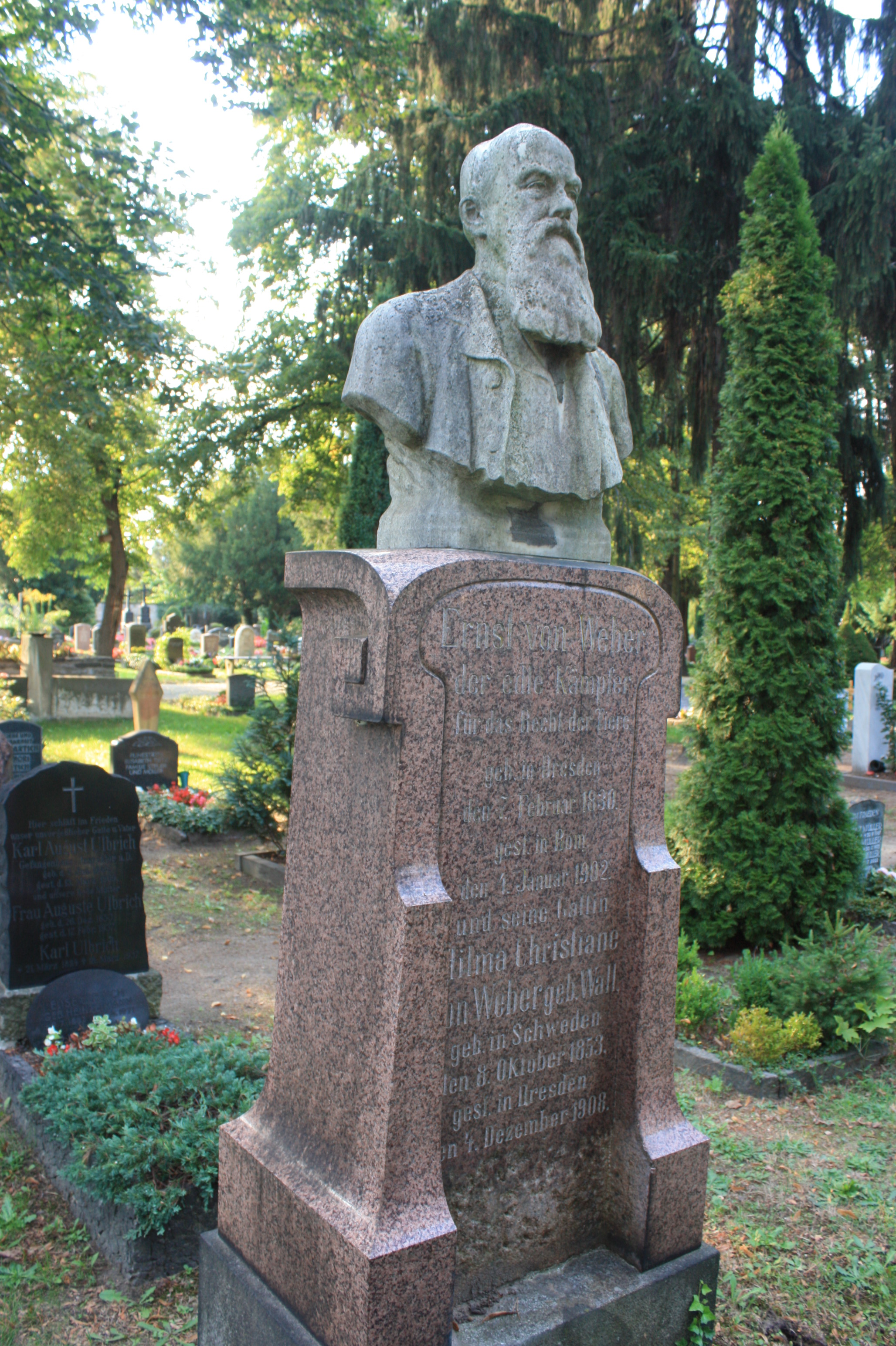
Das Grab von Ernst von Weber, Trinitatisfriedhof, Dresden

- Goldene Medaille des K.u.k. Österreichischen Ehrenzeichens für Kunst und Wissenschaft
- Sächsischer Albrechts-Orden
- Niederländischer Orden der Eichenkrone
- Dänischer Dannebrogorden
- Herzoglich Sachsen-Ernestinischer Hausorden

## Schriften
- Vier Jahre in Afrika. 2 Bde., Brockhaus, Leipzig 1878
- Die Erweiterung des deutschen Wirtschaftsgebietes und die Grundlegung zu überseeischen deutschen Staaten. Twietmeyer, Leipzig 1879, Digitalisat
- Die Folterkammern der Wissenschaft. Voigt, Berlin u. Leipzig 1879 (8., erw. Aufl. 1879), Digitalisat
- Der Unabhängigkeitskampf der niederdeutschen Bauern in Süd-Afrika. Berlin 1881 (Vortrag)